# Dolophones conifera
Dolophones conifera là một loài nhện trong họ Araneidae.
Loài này thuộc chi Dolophones. Dolophones conifera được Eugen von Keyserling miêu tả năm 1886.